# Менегрот
Мене́грот (синд. Menegroth, «тысяча пещер») — в легендариуме Дж. Р. Р. Толкина подземный город в Дориате, где обитали король эльфийского племени синдар Тингол и королева Мелиан. В нём же была рождена их дочь Лютиэн. Входы в Менегрот были высечены в скалистом холме на берегу Эсгалдуина, а просторные пещеры за ними, в создании которых участвовали опытные в подобных делах гномы, явились одним из выдающихся творений эльфов Первой Эпохи Средиземья. Их залы были декорированы под буковые леса с птицами и зверями.

## Разграбление Менегрота
Именно из Менегрота вышел Берен в поход за Сильмариллом. Когда в 469 году П. Э. Берен принёс Сильмарилл Тинголу, тот спрятал камень в одном из своих многочисленных погребов. Позже, в 503 году, король нанял нескольких гномов из Ногрода для того, чтобы они вставили Сильмарилл в другое сокровище — полученный им от Хурина созданный для Финрода Наугламир, Ожерелье Гномов. После завершения работы гномы потребовали, чтобы Наугламир был сохранён за ними. В ярости Тингол оскорбил их и отказался вознаградить их за работу.
 В гневе своем и гордости он пренебрег опасностью и сказал им презрительно:

  — Как вы, неуклюжее племя, смеете требовать что-либо от меня? — И  приказал им убираться без вознаграждения из Менегрота.

  Слова короля превратили их вожделения в ярость, они набросились на него, схватили и убили его.
Убив короля, гномы немедленно покинули Дориат, но на границе были атакованы эльфийским войском и почти все до единого полегли в битве. Лишь двоим чудом уцелевшим гномам удалось уйти живыми и добраться до Ногрода. В своём рассказе соотечественникам они изобразили дело так, что виновными в кровопролитии оказались эльфы, якобы отказавшиеся платить им за работу и решившие поэтому перебить гномов. Разъярённые такой повестью гномы собрали войско и отправились в поход на Дориат.
Тем временем, исполненная скорби Мелиан отбыла в Валинор, так что Пояс Мелиан, защищавший Дориат, исчез, и гномы смогли без труда войти в некогда неприступные зачарованные земли и разграбить Менегрот, забрав и Наугламир. Однако на обратном пути в Ногрод их подстерегли и разбили силы Берена, зятя Тингола, и Наугламир был возвращён.

## Восстановление и падение Менегрота
Диор, сын Берена и Лютиэн, восстановил Менегрот в 504 году П.Э. и занял трон своего деда, тем самым получив и Наугламир, который Лютиэн носила до конца жизни.
Когда сыновья Феанора узнали, что Диор владеет Сильмариллом, они отправили ему послание с заявлением их притязаний на камень. Не получив ответа, они организовали нападение на Дориат. Это было второе братоубийственное сражение (первым была Резня в Альквалондэ), в котором Диор и Келегорм сразили друг друга в залах Менегрота; Карантир и Куруфин, два сына Феанора, также погибли, но конец их неизвестен; погибла и жена Диора Нимлот, а их сыновей, Элуреда и Элурина, оставили умирать в лесу. Маэдрос, раскаявшись в содеянном, искал их, но тщетно. Эльвинг, дочь Диора, с оставшимися подданными бежала в Гавани устья Сириона к Кирдану, взяв с собой Наугламир с Сильмариллом. Менегрот же вместе со всем Дориатом был превращён в руины, чтобы никогда больше не быть воссозданным.